# Slika (Srebrna čez črno, belo, rumeno in rdečo)
Slika (srebrna čez črno, belo, rumeno in rdečo) je umetniško delo iz leta 1948, ki ga je leta 1948 naslikal Jackson Pollock. Naslikal ga je tako, da je kapljal majhne pike in polival tanke črte barve po barvanem rdečem kosu blaga.
Nekje pred aprilom 1949 je Pollock zamenjal sliko Danu Millerju, lastniku trgovine Springs General Store v East Hamptonu v New Yorku, kot plačilo za račun v trgovini. Ker slike ni več tam, je v trgovini zdaj prikazan njen plakat.
Trenutno je slika shranjena v Centru Pompidou v Metzu v Franciji. V letih 2012–2013 je bil del razstave Explosion! The Legacy of Jackson Pollock v Fundació Miró v Barceloni, ki jo je kustosil Magnus af Petersens.